# Obraz Matki Bożej Radosnej
Obraz Matki Bożej Radosnej, Matki Bożej Ptaszkowskiej (Imienia Najświętszej Maryi Panny) – cudowny obraz znajdujący się od 2016 w kościele parafialnym pw. Imienia NMP w Ptaszkowej, w Małopolsce, w powiecie nowosądeckim koło Grybowa.

## Historia obrazu
Obraz powstał około roku 1734 i przedstawia postać Matki Bożej z Dzieciątkiem Jezus (na ciemnym tle), którego Maryja trzyma na lewej ręce. Twarz Matki Bożej jest uśmiechnięta, na ramionach Maryi spływają ciemne włosy. Na lewej ręce matki (jakby na tronie), siedzi Jezus. W prawej ręce Maryja trzyma berło, natomiast Dzieciątko prawą ręką błogosławi, a w lewej trzyma księgę. Maryję i Dzieciątko Jezus zdobią na głowach korony, postacie ozdobione są srebrnymi sukienkami (zdobione haftem i szlachetnymi kamieniami). Nad głową NMP znajduje się dwanaście gwiazd.
Obraz jest kopią obrazu Matki Bożej z kościoła świętego Ducha w Lublinie. Obraz malowany jest na desce o wymiarach 61x47 cm.
Obraz Matki Bożej Radosnej sprowadził do Ptaszkowej sędzia z Nowego Sącza i Krakowa – Michał Stadnicki. Modlił się o swoje zdrowie w Lublinie przed obrazem Maryi w kościele pw. Ducha świętego. Miał tam wizję (inne źródła podają, że miał sen), w której Matka Boża obiecała mu jeszcze 7 lat życia, jeśli postara się zaprowadzić jej kult w Ptaszkowej. Stadnicki wypełnił prośbę Maryi. Gdy powrócił do zdrowia, postarał się o kopię obrazu NMP z Lublina i przywiózł ją do Ptaszkowej. W 1734 roku obraz został wprowadzony do kościoła. Obraz Matki Bożej Ptaszkowskiej został umieszczony w głównym ołtarzu kościoła parafialnego – Wszystkich świętych zajmując miejsce figury Matki Bożej ze Słonecznikiem (z roku 1420). Obraz był odnawiany w roku 1911 i 1958 oraz obecnie. Maryja w tym obrazie od początku była nazywana Matką Bożą Ptaszkowską. Tytuł Matka Boża Radosna związany jest z wizytacją parafii w Ptaszkowej, która odbyła się w 1968 r. przez biskupa tarnowskiego Jerzego Ablewicza, który w ten sposób wówczas nazwał wizerunek Maryi. Radosna, ponieważ z obrazu Matki Bożej widać uśmiechającą się Maryję.
Po wybudowaniu nowego kościoła parafialnego, który jest pw. Imienia NMP, przed jego konsekracją przeniesiono w procesji ulicami Ptaszkowej obraz ze starego do nowego kościoła. Tej uroczystości przewodniczył bp Stanisław Salaterski. Odbyło się to 12 maja 2016 roku. Obraz jest umieszczony w nowym kościele na bocznej prawej ścianie świątyni tuż nad tabernakulum. 
Od początku obraz Madonny z Dzieciątkiem uważany był za największy skarb Ptaszkowej. W 1953 r. powstała „Księga łask – otrzymanych przez najświętszą przyczynę Matki Bożej Ptaszkowskiej”. W Księdze zapisane się cudowne uzdrowienia i cudowne ocalenia. W każdą środę odbywa się nowenna do Matki Bożej Radosnej, podczas której odczytywane są intencje. Uroczystości ku czci Pani Ptaszkowskiej (odpust parafialny) odbywają się w niedzielę po 12 września (liturgiczne wspomnienie Imienia NMP), poprzedzone dniami maryjnymi. W wieży (nowego) kościoła parafialnego jeden z dzwonów otrzymał imię: Maryja (850 kg), odlany w 1999/2000 u Janusza Felczyńskiego w Przemyślu. Na dzwonie znajduje się płaskorzeźba z wizerunkiem Matki Bożej Radosnej (i kościoła parafialnego), dzwon podpisany z jednej strony: „OD DWÓCH WIEKÓW CZCZONA W PTASZKOWSKIEJ ŚWIĄTYNI, BĄDŹ POZDROWIONA ŚWIĘTA MONARCHINI. ŚLICZNAŚ JAK ZORZA MARYJO, MATKO BOŻA, WITAJ NAM” /Z PIEŚNI/; z drugiej: NIECH DZWON TEN ŚPIEWA PIEŚŃ WDZIĘCZNOŚCI ZA BUDOWĘ NOWEGO KOŚCIOŁA PARAFIALNEGO P.W. IMIENIA MARYI PANNY DUSZPASTERZE I PARAFIANIE PTASZKOWA A.D. 2000.  

## Modlitwa do Matki Boskiej Radosnej z Ptaszkowej[11]
Matko Boża Radosna – pozdrawiamy Cię w łaskami słynącym Ptaszkowskim Obrazie.
Przychodzimy do Ciebie, Matko Najlepsza, przynosząc swoje radości, ale i troski dnia codziennego. Ufamy, że tak jak tulisz Swojego Syna w tym Cudownym Obrazie, tak przygarniesz do swego serca tych, którzy proszą o Twoją pomoc.
Wejdź Uśmiechnięta Pani do naszego życia. Zapal serce miłością szlachetną i prowadź z macierzyńską czułością. Pomóż pokonać pokusy, wytrwać w dobrych postanowieniach i zasłużyć na radość oglądania Cię w niebie.
Pani Najświętsza, klęczymy u stóp Twoich z nadzieją, że wysłuchasz tego, co jest troską każdego z nas.
Maryjo, tyle ludzkich łez otarłaś, tyle smutku zamieniłaś w radość. Wyproś u Swojego Syna łaski, o które prosimy. Jeśli zaś Pan Bóg inaczej postanowił, to pomóż zdać się na Jego wolę.
Matko pełna spokoju i łagodności! Zawierzamy Ci nasze rodziny, bliskich pracujących za granicami naszej ojczyzny i wszystkich, których spotykamy na swojej drodze. Polecamy Ci zwłaszcza tych, którzy pogubili się w swoim życiu. Prosimy, opiekuj się naszą parafią, wspieraj pracę naszych kapłanów, umacniaj w nas jedność i wiarę dla dobra całego Kościoła.
Amen.